# Corbère-Abères
Corbère-Abères – miejscowość i gmina we Francji, w regionie Nowa Akwitania, w departamencie Pireneje Atlantyckie.
Według danych na rok 1990 gminę zamieszkiwało 85 osób, a gęstość zaludnienia wynosiła 12 osób/km² (wśród 2290 gmin Akwitanii Corbère-Abères plasuje się na 1091. miejscu pod względem liczby ludności, natomiast pod względem powierzchni na miejscu 1275.).